# Сфер Боспорский
Сфер (др.-греч. Σφαῖρος) Боспорский или Борисфенский (ок. 285 — ок. 210 до н. э.) — древнегреческий философ-стоик.

## Биография
Родом из Причерноморья, по всей вероятности из Пантикапея, во времена Сфера Боспорского в Крыму существовало несколько философских школ). Учился у Зенона Китийского, затем, возможно, у Клеанфа. Он учил в Спарте, где был советником Клеомена III. Впоследствии переехал в Александрию (вероятно вместе с изгнанием Клеомена в 222 г. до н. э.), где жил при дворе Птолемея IV Филопатора. Сфер был уважаем среди стоиков за аккуратность его определений.